# Элоди Шери
Элоди Шери (фр. Élodie Chérie, род. 29 августа 1966, Сент-Этьен) — французская порноактриса и модель.

## Биография
Родилась в Сент-Этьене. Начинала в любительских фильмах, чтобы сбежать с фабрики, на которой она работала.
В 1996 году получила премию Hot d’Or в номинации «лучшая актриса второго плана» за игру в фильме La Princesse et la pute. Кроме карьеры в индустрии для взрослых была представителем «Magics Fans», общества сторонников футбольного клуба «Сент-Этьен».

## Награды
- 1996 Hot d'Or победа — Лучшая актриса второго плана[4]
- 2000 Hot d’Or номинация — Лучшая европейская актриса второго плана[8]